# Pierre couverte du Mousseau
Pour les articles homonymes, voir Pierre couverte.
La pierre couverte du Mousseau est un dolmen situé aux Ulmes, dans le département de Maine-et-Loire en France.

## Protection
L'édifice est inscrit au titre des monuments historiques en 1984.

## Description
C'est un dolmen du type angevin, «du style le plus classique de ce type architectural». L'ensemble est très enterré et recouvert de deux imposantes tables de couverture, dont une est partiellement brisée : deux morceaux s'en sont détachés, l'un est tombé à plat au sol, l'autre est demeuré sur champ. La chambre sépulcrale est orientée au nord-est. Deux orthostates transversales en divisent l'espace intérieur en trois compartiments.